# العيال طفرت
العيال طفرت مسرحية إمارتية كوميدية.

## البطولة
- بدرية أحمد، بدور «أم راشد».
- أحمد الجسمي، بدور «خميس».
- عبد الله صالح، بدور «فرج».
- جمعة علي، بدور «يوسف».
- ماجد الجسمي، بدور «ماجد».